# Гусев, Максим Евгеньевич
Максим Евгеньевич Гусев (родился 20 января 1983 в Апатитах) — российский хоккеист, защитник. Играл за хоккейные клубы «Амур», «Неман» и «Ермак».